# Animoca Brands

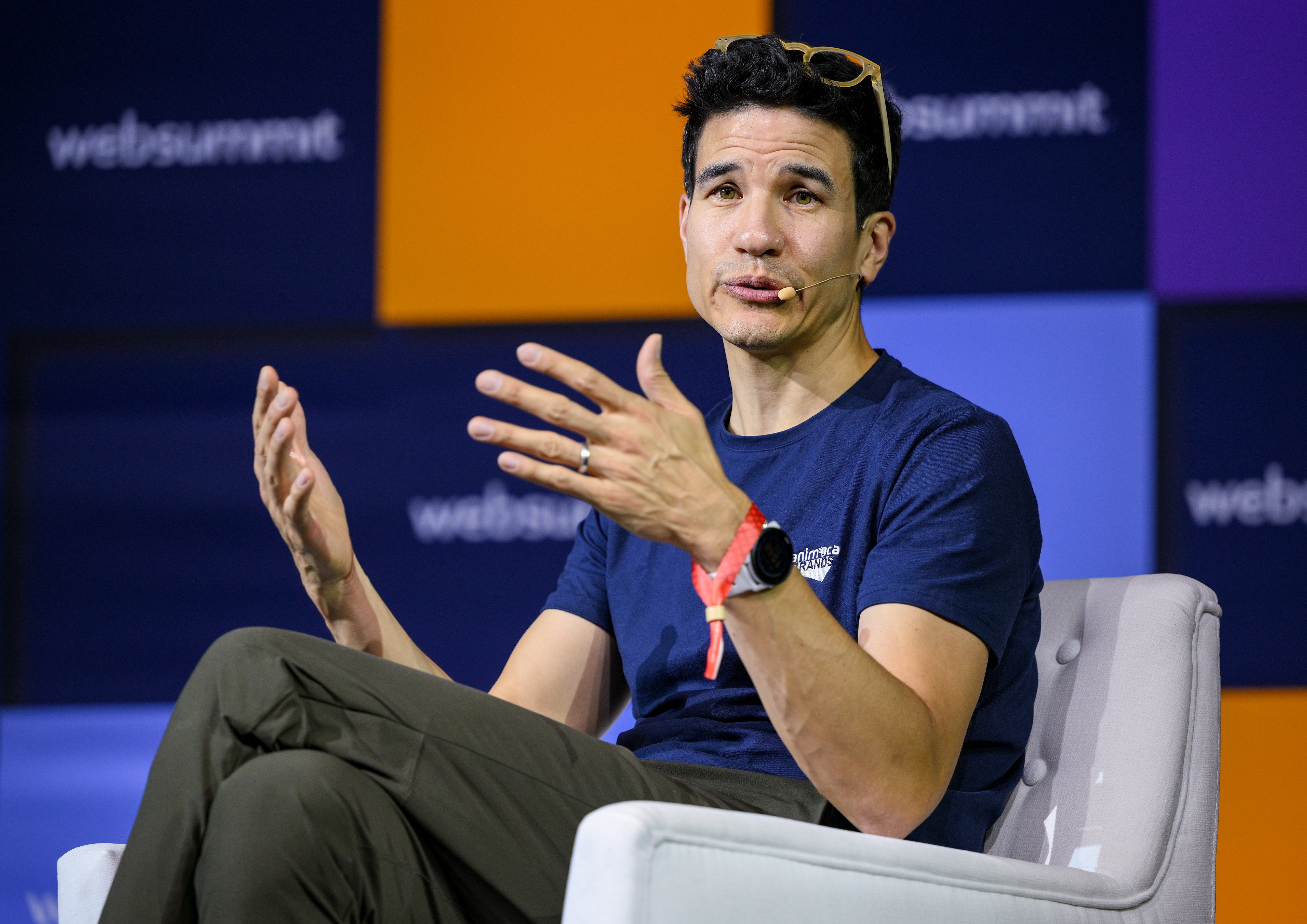
Robby Yung, CEO Animoca Brands (2022).

Animoca Brands Corporation – przedsiębiorstwo produkujące oprogramowanie i spółka venture capital, założona przez Yat Siu w 2014 roku w Hongkongu. Wydaje darmowe gry i aplikacje. Spółka skupia się na licencjonowaniu marek, technologii blockchain i rozwoju sztucznej inteligencji.
Przedsiębiorstwo Animoca Brands zostało założone w Hongkongu w 2014.
13 maja 2021 Animoca pozyskała 88 888 888 $ poprzez podwyższenie kapitału. Nowe akcje zostały sprzedane inwestorom instytucjonalnym po cenie 0,86 USD, a Animoca osiągnęła kapitalizację rynkową w wysokości 1 mld USD. 1 lipca 2021 zebrano kolejne 50 mln dolarów. W październiku 2021 kolejne podwyższenie kapitału pozyskało 65 mln USD. W listopadzie 2021 SoftBank zainwestował 93 miliony dolarów w The Sandbox.

## Wydane produkty

### Projekty Blockchain[4]
- Mocaverse
- Revv Motorsport
- Revv Racing
- Torque Drift 2
- The Sandbox
- Phantom Galaxies
- Life Beyond
- Tinytap
- Tower Experiment
- Arc8
- Benji Bananas
- Torque Squad
- Olympic Games Jam: Beijing 2022

W produkcji: MotoGP Ignition, Formula E: High Voltage

### Gry[5]
- Torque Burnout
- Torque Drift
- Benji Bananas
- Siegecraft Commander
- Crazy Defense Heroes
- Base One
- Power Rangers: Legacy Wars
- Power Rangers: Battle for the grid
- Crazy Kings
- WWE Undefeated
- Battlepalooza
- Gunscape
- Projection: First Light
- The Addams Family Mystery Mansion
- Gamee
- Quidd